# Pseudomicroplus canutus
Pseudomicroplus canutus är en skalbaggsart som beskrevs av Marc Lacroix 1998. Pseudomicroplus canutus ingår i släktet Pseudomicroplus och familjen Melolonthidae. Inga underarter finns listade i Catalogue of Life.